# Tatsuji Fuse

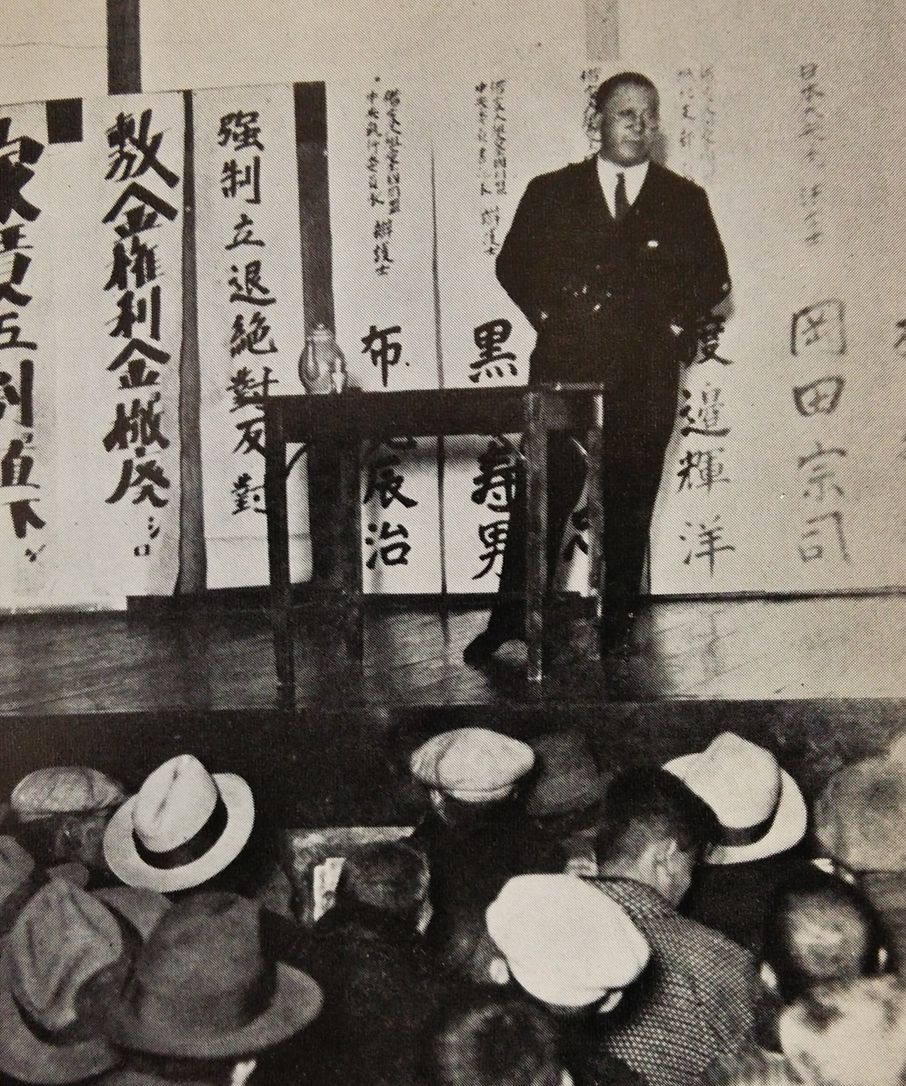
Tatsuji Fuse en 1929 lors d'un discours.

Tatsuji Fuse (布施 辰治, Fuse Tatsuji) (13 novembre 1880 - 13 septembre 1953) est un avocat et militant social japonais qui fut décoré à titre posthume de l'ordre du mérite de la Fondation nationale, dont il est le seul récipiendaire japonais, en 2004 par le gouvernement de la Corée du Sud pour son soutien au mouvement d'indépendance coréen.

## Biographie
Né à Hebita (ja) (蛇田村) dans le district d'Oshika de la préfecture de Miyagi (aujourd'hui dans la ville d'Ishinomaki), Fuse est baptisé dans sa jeunesse à l'Église orthodoxe du Japon, et participe à un séminaire affilié à la Cathédrale de la Résurrection à Tokyo mais abandonne au bout de trois mois. Toujours dans sa jeunesse, il est pacifiste et participe à divers mouvements sociaux, exprimant son admiration pour le mouvement tolstoïen. Après s'être marié, il se convertit à la religion de sa femme, le bouddhisme Nichiren,.
Il étudie à la Tokyo Semmon Gakko, ancêtre de l'université Waseda, et à l'école de droit Meiji, ancêtre de l'université Meiji, sortant diplômé de cette-dernière en 1902. Il passe l'examen de juge à l'âge de 22 ans puis travaille comme procureur-adjoint à Utsunomiya mais démissionne après moins d'un an.
Fuse exerce ensuite comme avocat pénal. Bien que sa carrière ait démarré lentement, elle prend de l'importance après avoir défendu avec succès une affaire de peine de mort et, vers 1920, il devient un avocat couronné de succès, traitant 250 affaires par an, dont environ quatre procès en public par an. En plus de son travail comme avocat pénal, il continue à agir dans les questions sociales impliquant la suppression de la prostitution et de la fraude électorale.
Fuse devient particulièrement célèbre pour sa défense d'individus impliqués dans le mouvement d'indépendance coréen avant la Seconde Guerre mondiale et est critique vis-à-vis du gouvernement et de son traitement des Coréens au Japon dans les années d'après-guerre. Il représente des clients coréens dans un certain nombre de cas. En 2000, son dévouement est présenté dans un épisode d'une heure du programme journalistique PD Notebook (en) sur Munhwa Broadcasting, et en 2004, il est décoré à titre posthume de l'ordre du mérite de la Fondation nationale par la République de Corée, devenant le seul citoyen japonais à recevoir cet honneur.
Fuse se porte candidat sur la liste de gauche aux élections législatives japonaises de 1928 sous la bannière du Parti des ouvriers et des paysans mais échoue à se faire élire. Par la suite, il représente le Parti communiste japonais après l'incident du 15 mars, ce qui provoque son inculpation en 1929 et sa radiation du barreau par la Cour suprême de justice du Japon (en) en 1932. Il est plus tard emprisonné pendant un an pour avoir violé les lois de préservation de la paix.
Après la guerre, il continue ses activités au sein du mouvement de gauche et est membre de la défense lors de l'incident Mitaka en 1949. Il reste jusqu'au bout un adversaire acharné de la peine de mort. Décédé d'un cancer en 1953, ses restes sont enterrés au temple Jōzai-ji à Toshima, Tokyo.

## Source de la traduction
- (en) Cet article est partiellement ou en totalité issu de l’article de Wikipédia en anglais intitulé « Tatsuji Fuse » (voir la liste des auteurs).